# ارمنستان در المپیک زمستانی ۲۰۲۲
ارمنستان قرار است در بازی‌های المپیک زمستانی ۲۰۲۲ که از ۴ تا ۲۰ فوریه ۲۰۰۲ در پکن چین برگزار می‌شود به رقابت بپردازد. تیم ارمنستان از ۶ ورزشکار (۳ ورزشکار دختر ۳ ورزشکار پسر) در سه ورزشی تشکیل شده‌است این تعداد ورزشکار دو برابر این تیم در بازی‌های المپیک زمستانی ۲۰۱۸ می‌باشد.
میکائیل میکائلیان و تینا کاراپتیان پرچم‌دار ارمنستان در مراسم افتتاحیه این بازی‌ها هستند

## رقابت‌کنندگان
در ادامه فهرست شمار تعداد ورزشکاران شرکت‌کننده در بازی‌ها بر پایه ورزش/رشته آورده شده‌است:
| ورزش           | مردان | زنان | مجموع |
| -------------- | ----- | ---- | ----- |
| اسکی آلپاین    | ۱     | ۰    | ۱     |
| اسکی صحرانوردی | ۱     | ۲    | ۳     |
| اسکیت نمایشی   | ۱     | ۱    | ۲     |
| مجموع          | ۳     | ۳    | ۶     |

## اسکی آلپاین
By meeting the basic qualification standards, Armenia qualified one male alpine skier.
مردان
| ورزشکار                 | رشته | دور 1              | دور 1 | دور 2 | دور 2    | مجموع    | مجموع    |          |
| ورزشکار                 | رشته | زمان               | رتبه  | زمان  | رتبه     | زمان     | رتبه     |          |
| ----------------------- | ---- | ------------------ | ----- | ----- | -------- | -------- | -------- | -------- |
| en:Harutyun Harutyunyan |      | Men's giant slalom | DNS   | DNS   | راه‌نیافت | راه‌نیافت | راه‌نیافت | راه‌نیافت |

## اسکی صحرانوردی
Armenia qualified one male and two female cross-country skiers.
مردان
- میکائیل میکائیلیان

زنان
- کاتیا گالستیان
- en:Angelina Muradyan

| ورزشکار            | رویداد                  | Classical | Classical | Freestyle | Freestyle | Final     | Final    | Final |
| ورزشکار            | رویداد                  | زمان      | رتبه      | زمان      | رتبه      | زمان      | Deficit  | رتبه  |
| ------------------ | ----------------------- | --------- | --------- | --------- | --------- | --------- | -------- | ----- |
| میکائیل میکائیلیان | Men's 15 km classical   | —         | —         | —         | —         | ۴۳:۰۹٫۱   | +۵:۱۴٫۳  | ۶۱    |
| میکائیل میکائیلیان | Men's 30 km skiathlon   | ۴۲:۰۹٫۷   | ۳۷        | ۴۳:۰۸٫۵   | ۴۷        | ۱:۲۵:۵۳٫۷ | +۹:۴۳٫۹  | ۴۷    |
| کاتیا گالستیان     | Women's 10 km classical | —         | —         | —         | —         | ۳۴:۳۷٫۵   | +۶:۳۱٫۲  | ۷۴    |
| آنگلینا مورادیان   | Women's 10 km classical | —         | —         | —         | —         | ۳۹:۴۳٫۴   | +۱۱:۳۷٫۱ | ۹۴    |

Sprint
| ورزشکار        | رویداد             | راه‌یابی | راه‌یابی | یک‌چهارم نهایی | یک‌چهارم نهایی | نیمه نهایی | نیمه نهایی | نهایی    | نهایی    |
| ورزشکار        | رویداد             | زمان    | رتبه    | زمان          | رتبه          | زمان       | رتبه       | زمان     | رتبه     |
| -------------- | ------------------ | ------- | ------- | ------------- | ------------- | ---------- | ---------- | -------- | -------- |
| کاتیا گالستیان | Women's individual | ۴:۰۰٫۴۸ | ۸۰      | راه‌نیافت      | راه‌نیافت      | راه‌نیافت   | راه‌نیافت   | راه‌نیافت | راه‌نیافت |

## اسکیت نمایشی
در سپتامبر ۲۰۲۱, در 2021 CS Nebelhorn Trophy در اوبرشتدورف، آلمان, Armenia qualified a berth در در رشته رقص روی یخ.
| اسکیت‌باز نمایشی                        | رشته       | SD       | SD   | FD       | FD   | مجموع    | مجموع |
| اسکیت‌باز نمایشی                        | رشته       | امتیازات | رتبه | امتیازات | رتبه | امتیازات | رتبه  |
| -------------------------------------- | ---------- | -------- | ---- | -------- | ---- | -------- | ----- |
| تینا کاراپتیان en:Simon Proulx-Sénécal | رقص روی یخ | ۶۵٫۸۷    | ۱۹ Q | ۱۰۱٫۱۶   | ۱۶   | ۱۶۷٫۰۳   | ۱۸    |